# Мопін (Орегон)
Мопін (англ. Maupin) — місто (англ. city) в США, в окрузі Васко штату Орегон. Населення — 427 осіб (2020).

## Географія
Мопін розташований за координатами 45°10′18″ пн. ш. 121°5′13″ зх. д. / 45.17167° пн. ш. 121.08694° зх. д. (45.171756, -121.086974).  За даними Бюро перепису населення США в 2010 році місто мало площу 3,77 км², з яких 3,63 км² — суходіл та 0,13 км² — водойми.

## Демографія
Згідно з переписом 2010 року, у місті мешкало 418 осіб у 199 домогосподарствах у складі 113 родин. Густота населення становила 111 особа/км².  Було 274 помешкання (73/км²).
Расовий склад населення:
| - 95,7 % — білих - 0,7 % — корінних американців - 0,2 % — вихідців з тихоокеанських островів - 0,2 % — азіатів |

До двох чи більше рас належало 2,9 %. Частка іспаномовних становила 1,2 % від усіх жителів.
За віковим діапазоном населення розподілялося таким чином: 15,1 % — особи молодші 18 років, 53,1 % — особи у віці 18—64 років, 31,8 % — особи у віці 65 років та старші. Медіана віку мешканця становила 56,3 року. На 100 осіб жіночої статі у місті припадало 105,9 чоловіків;  на 100 жінок у віці від 18 років та старших — 107,6 чоловіків також старших 18 років.
Середній дохід на одне домашнє господарство  становив 44 561 долар США (медіана — 41 786), а середній дохід на одну сім'ю — 58 641 долар (медіана — 47 333). Медіана доходів становила 38 750 доларів для чоловіків та 29 028 доларів для жінок. За межею бідності перебувало 12,0 % осіб, у тому числі 2,2 % дітей у віці до 18 років та 9,5 % осіб у віці 65 років та старших.
Цивільне працевлаштоване населення становило 189 осіб. Основні галузі зайнятості: освіта, охорона здоров'я та соціальна допомога — 24,3 %, мистецтво, розваги та відпочинок — 18,0 %, будівництво — 13,8 %, роздрібна торгівля — 12,2 %.